# Citroën C4 Cactus
Pour les articles homonymes, voir Citroën C4, Citroën Cactus et Cactus.
La Citroën C4 Cactus est un crossover citadin du constructeur automobile français Citroën, présentée en février 2014, avant une commercialisation en juin 2014.
En octobre 2017, Citroën présente le restylage de la C4 Cactus qui perd son look de crossover et est désormais présentée par la marque comme une berline compacte (segment C) remplaçant la C4 II,, malgré une plate-forme PF1, des dimensions et des prestations qui l'assimilent clairement au segment B.

## Présentation
La Citroën C4 Cactus va à l'encontre du phénomène de course à l'équipement que se livrent les constructeurs automobiles en étant plus « rationnel ». L'approche est pragmatique mais « sans compromis pour la sécurité », affirme PSA. Comme le cactus dont elle emprunte le nom, le modèle se veut « sobre » avec de faibles consommations d'énergie. C'est également le premier véhicule de série à intégrer des systèmes de protections extérieures visibles, les « airbumps » (sortes de coussins remplis d'air), pour prévenir les « agressions quotidiennes ».

### Phase 1 (2014-2018)
La C4 Cactus est présentée le 5 février 2014, date anniversaire d'André Citroën.
Longue de 4,16 m, haute de 1,48 m et pesant moins d'une tonne (200 kg de moins qu'une C4), la C4 Cactus s'intercale entre la Citroën C3 et la Citroën C4 et ne remplace initialement pas de modèle existant dans la gamme Citroën.
Elle repose sur la plateforme technique PF1 (déjà utilisée entre autres sur les Citroën C3, Citroën C-Élysée II et Peugeot 2008) et est construite à l'Usine PSA de Madrid.
Comme le concept C-Cactus, la version de série est équipée d'airbumps, une matière souple anti-rayure réalisée en thermoplastique uréthane (TPU) sans entretien contenant 20 mm d'air dans son épaisseur, breveté par Citroën. Ces airbumps recouvrent les flancs et les extrémités de la C4 Cactus, et la protègent des petits chocs ou coups de portières en reprenant leur forme initiale. Disponibles en quatre coloris (noir, beige, chocolat, gris), ils sont associés à dix couleurs de carrosserie et trois univers intérieurs (Ambiance Stone Grey, Pack Habana Inside et Pack Purple Inside). Un clin d’œil est rendu aux deux modèles qui dans les années 1980 ont sauvé PSA: Sa face arrière rappelle la Peugeot 205 avec ses feux carrés et le bandeaux qui les relie, les montants arrière rappellent la Citroën BX (modèle qui avait également des feux carrés à l'arrière).
À l'intérieur de la version comprenant une boîte de vitesses robotisée, les sièges avant évoquent une banquette avec un accoudoir relevable dans le dossier.
L'instrumentation est composée, comme dans la Citroën C4 Picasso II, de deux écrans. L'un devant le conducteur pour afficher les informations liées à la conduite et l'autre tactile sur le haut de la planche de bord pour la climatisation, le multimédia… Une autre particularité de l'habitacle est la migration de l'airbag passager de la planche de bord au plafond, sous le pare-soleil. Cette disposition tout aussi efficace permet de libérer une plus grande place pour la boîte à gants.
Pour une question de limitation des coûts et pour ménager de plus grands rangements dans les portes arrière, les vitres arrière sont à ouverture à compas comme dans une Citroën C1.
La C4 Cactus est motorisée en essence par un trois-cylindres 1.2 PureTech de 82 ch ou 1.2 PureTech de 110 ch.
En version diesel, elle reçoit le quatre-cylindres 1.6 BlueHDi de 100 ch.
Un projet de C4 Cactus break est étudié (projet E32), mais finalement abandonné par la marque.

### Phase 2 (2018-2020)
La Phase 2 de la Citroën C4 Cactus est présentée le 26 octobre 2017 avant une commercialisation au premier trimestre 2018.
Sa sœur Citroën C4 devant disparaître du catalogue début 2018, Citroën a choisi de donner un nouveau design à son crossover Cactus pour lui donner une ligne typée berline afin que celle-ci assure le remplacement de la C4 avant l'arrivée d'une troisième génération en 2021, et malgré sa taille inférieure basée sur la plateforme de la Citroën C3. Elle doit aussi laisser le champ libre au Citroën C3 Aircross sur le marché des SUV où elle assurait auparavant le rôle de premier crossover de la marque aux chevrons. Citroën donne ainsi à la C4 Cactus un nouveau départ pour relancer ses ventes, celle-ci ayant du mal à percer sur le marché avec son look décalé.
Les airbumps se font plus discrets, en diminuant de taille et ils se trouvent placés au bas des portes. La face avant est totalement redessinée, la calandre adopte le style des derniers modèles de la marque que sont les C3 Aircross, Citroën C3 et C4 Picasso. À l'arrière le nom « Cactus » disparaît mais il est disposé de chaque côté au niveau des vitres arrière qui restent à compas, et les feux sont nouveaux avec un effet 3D comme les C3 et C3 Aircross. La C4 Cactus est dotée des nouveaux amortisseurs à butée hydraulique progressive (PCF), déjà utilisés par la Citroën C5 Aircross en Chine.
Extérieurement, les barres de toit ne sont plus de série mais en option, et à l'intérieur de la version avec boîte de vitesses robotisée, les sièges avant perdent leur style de banquette et se trouvent séparés.
En Octobre 2020, la vente et la production du C4 Cactus en Europe cesse. Elle est remplacée sur les chaînes d'assemblage de l'usine madrilène de Villaverde par la C4 III.
Citroën lance à l'été 2018 la production d'une version locale s'approchant de la phase 2 européenne à l'usine de Porto Real, au Brésil. Il faut noter que la marque avait par le passé importé en Amérique latine des C4 Cactus phase 1, importés d'Europe,.

### Modèle brésilien (depuis 2018)

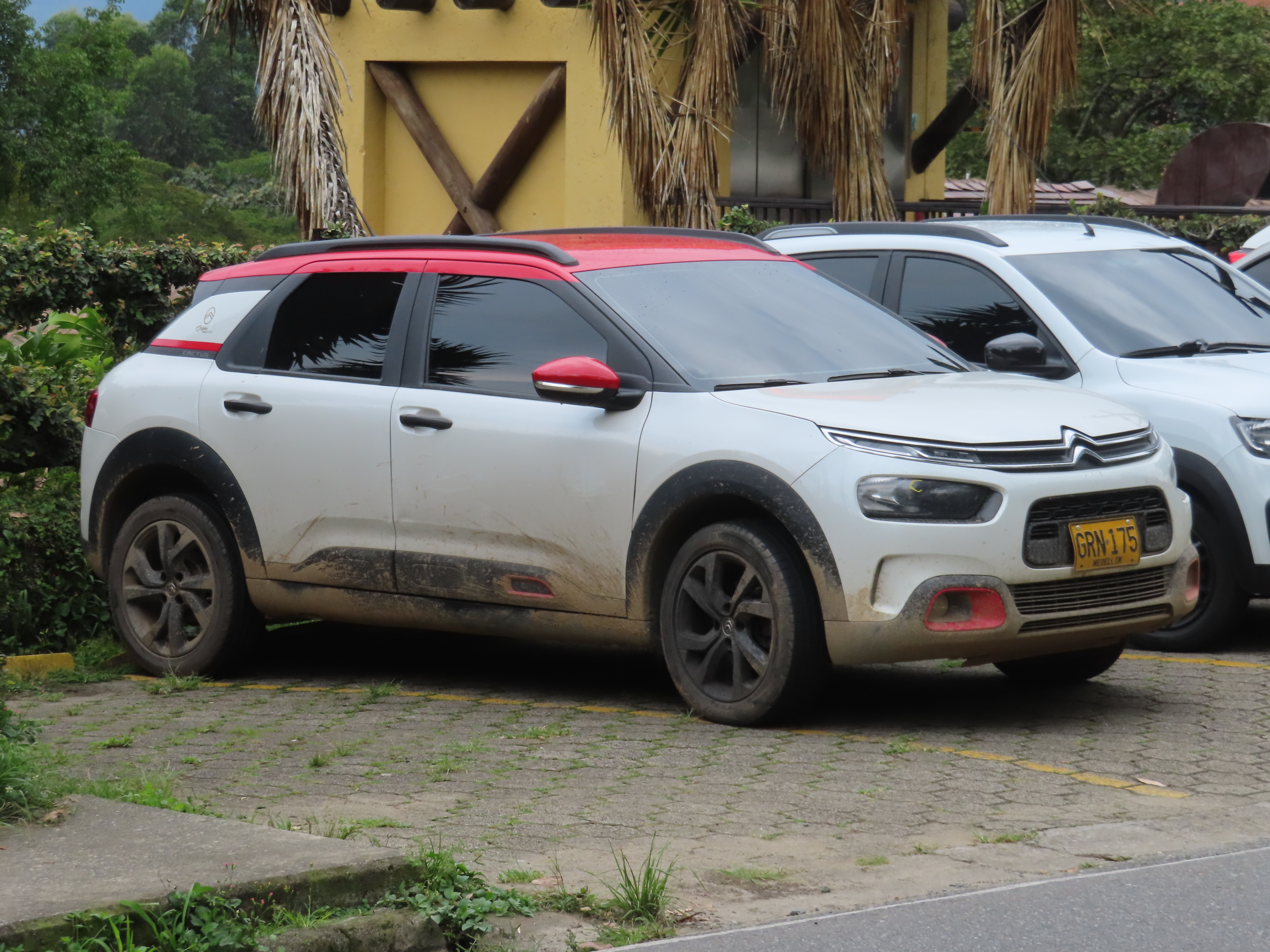
Citroën C4 Cactus (modèle brésilien)

La version produite au Brésil diffère largement de celle fabriquée à Madrid : elle conserve les barres de toit, a une garde au sol supérieure et bénéficie de vitres arrière qui descendent normalement dans les portes, mais ne dispose pas des suspensions à butées hydrauliques,. Contrairement au Cactus phase 2 du marché européen, le véhicule est là-bas marketée comme un petit SUV. Il s'impose directement comme la meilleure vente de Citroën au Brésil et en Argentine, bien que le reste de la gamme soit vieillissant.
La production de la C4 Cactus au Brésil et sa commercialisation dans les pays du Mercosur (ainsi que d'autres pays d'Amérique latine tels que la Colombie, le Costa Rica et le Pérou,) se poursuit après l'arrêt du modèle dans le reste du monde.
En juillet 2023, le C4 Cactus brésilien reçoit une légère mise à jour, dont la principale nouveauté est un système d'infodivertissement hérité de la Citroën C3 CC21, ainsi qu'une dotation technologique enrichie, un accoudoir central plus haut et des nouvelles options de personnalisation.

## Finitions
- Live
- Feel
- Shine
- Shine Edition

## Personnalisation
La nouvelle C4 Cactus Phase 2 est personnalisable (31 combinaisons extérieures) grâce aux choix de couleurs, packs Color et ambiances intérieures en série ou en option:
Neuf teintes de carrosserie
- Blanc Perle Nacré
- Deep Purple
- Gris Aluminium
- Hello Yellow
- Noir Obsidien
- Olive Brown
- Rouge Aden
- Baltic Blue
- Gris Platinium

Quatre Packs Color
- Noir
- Gris
- Blanc
- Rouge

Quatre ambiances
- Hype Grey : sellerie en cuir noir et planche de bord grise
- Hype Red : sellerie en cuir nappa beige et planche de bord rouge foncé
- Metropolitan Red : sièges beige et planche de bord rouge foncé
- Wild Grey : sièges et planche de bord gris

## Séries limitées

### En Europe

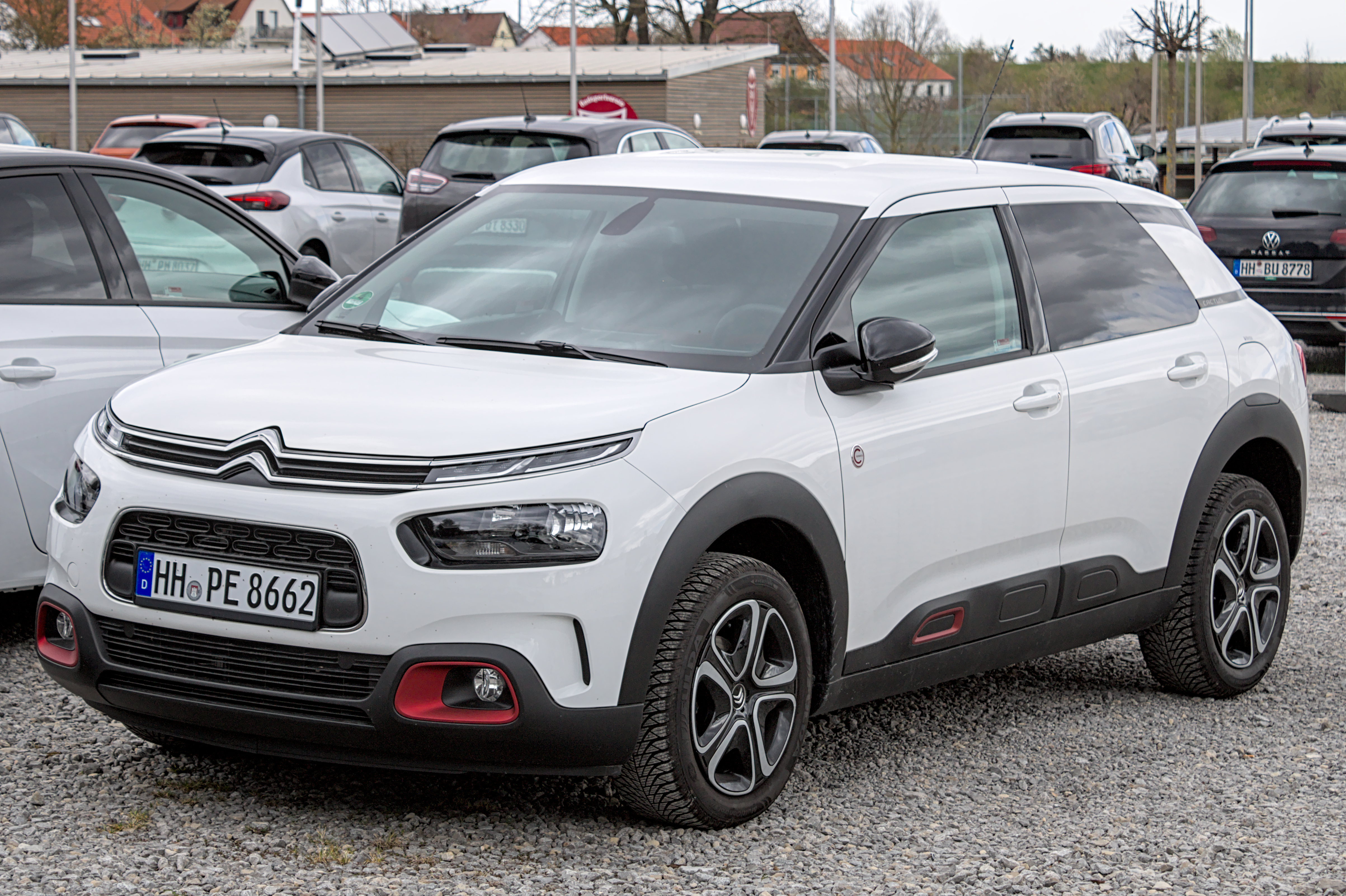
Citroën C4 Cactus phase 2 C-Series (modèle européen)

- C4 Cactus Feel Edition

- C4 Cactus Shine Edition
- C4 Cactus Rip Curl
- C4 Cactus Onetone
- C4 Cactus Origins[23]
- C4 Cactus C-Series[24]

### En Amérique du Sud
- C4 Cactus Origins[25]

- C4 Cactus C-Series[26]
- C4 Cactus Rip Curl[27]
- C4 Cactus X-Series[28]
- C4 Cactus Noir[29]

## Motorisations
Lors de son restylage, la C4 Cactus reçoit une motorisation supplémentaire, le 1.2 PureTech essence de 130 ch en boîte manuelle (BMV6) qui a reçu le « Prix du moteur international de l’année » 2015, 2016 et 2017 au « International Engine of the Year Awards ». Puis à l'automne 2018, elle a en renfort le Diesel 1.5 BlueHDi 120 ch avec transmission automatique (EAT6).
| Moteur                     | 1.6 e-HDi / BlueHDi 92 / 100 / S&S | 1.6 e-HDi / BlueHDi 92 / 100 / S&S | 1.6 e-HDi / BlueHDi 92 / 100 / S&S | 1.5 BlueHDi 100 / 120 / S&S        | 1.5 BlueHDi 100 / 120 / S&S        | 1.5 BlueHDi 100 / 120 / S&S        | 1.2 PureTech 75 / 82 / 110 / 130 / S&S | 1.2 PureTech 75 / 82 / 110 / 130 / S&S | 1.2 PureTech 75 / 82 / 110 / 130 / S&S | 1.2 PureTech 75 / 82 / 110 / 130 / S&S | 1.2 PureTech 75 / 82 / 110 / 130 / S&S | 1.2 PureTech 75 / 82 / 110 / 130 / S&S | 1.2 PureTech 75 / 82 / 110 / 130 / S&S | 1.2 PureTech 75 / 82 / 110 / 130 / S&S |
| -------------------------- | ---------------------------------- | ---------------------------------- | ---------------------------------- | ---------------------------------- | ---------------------------------- | ---------------------------------- | -------------------------------------- | -------------------------------------- | -------------------------------------- | -------------------------------------- | -------------------------------------- | -------------------------------------- | -------------------------------------- | -------------------------------------- |
| Type                       | 4 cylindres en ligne (type DV/DLD) | 4 cylindres en ligne (type DV/DLD) | 4 cylindres en ligne (type DV/DLD) | 4 cylindres en ligne (type DV/DLD) | 4 cylindres en ligne (type DV/DLD) | 4 cylindres en ligne (type DV/DLD) | 3 cylindres en ligne (type EB)         | 3 cylindres en ligne (type EB)         | 3 cylindres en ligne (type EB)         | 3 cylindres en ligne (type EB)         | 3 cylindres en ligne (type EB)         | 3 cylindres en ligne (type EB)         | 3 cylindres en ligne (type EB)         | 3 cylindres en ligne (type EB)         |
| Cylindrée                  | 1 560                              | 1 560                              | 1 560                              | 1 499                              | 1 499                              | 1 499                              | 1 199                                  | 1 199                                  | 1 199                                  | 1 199                                  | 1 199                                  | 1 199                                  | 1 199                                  | 1 199                                  |
| Alimentation               | Turbo                              | Turbo                              | Turbo                              | Turbo                              | Turbo                              | Turbo                              | Atmosphérique                          | Atmosphérique                          | Atmosphérique                          | Turbo                                  | Turbo                                  | Turbo                                  | Turbo                                  | Turbo                                  |
| Puissance maxi             | 92 ch à 4 000 tr/min               | 100 ch à 3 750 tr/min              | 100 ch à 3 750 tr/min              | 100 ch à 3 500 tr/min              | 100 ch à 3 500 tr/min              | 120 ch à 3 750 tr/min              | 75 ch à 5 750 tr/min                   | 82 ch à 5 750 tr/min                   | 82 ch à 5 750 tr/min                   | 110 ch à 5 050 tr/min                  | 110 ch à 5 050 tr/min                  | 110 ch à 5 050 tr/min                  | 110 ch à 5 050 tr/min                  | 131 ch à 5 050 tr/min                  |
| Couple maxi                | 230 N m à 1 750                    | 254 N m à 1 750 tr/min             | 254 N m à 1 750 tr/min             | 250 N m à 1 750 tr/min             | 250 N m à 1 750 tr/min             | 300 N m à 1 750 tr/min             | 118 N m à 2 750 tr/min                 | 118 N m à 2 750 tr/min                 | 118 N m à 2 750 tr/min                 | 205 N m à 1 500 tr/min                 | 205 N m à 1 500 tr/min                 | 205 N m à 1 500 tr/min                 | 205 N m à 1 500 tr/min                 | 230 N m à 1 500 tr/min                 |
| Boîte de vitesses          | ETG6                               | BVM5                               | ETG6                               | BVM5                               | BVM6                               | EAT6                               | BVM5                                   | BVM5                                   | ETG5                                   | BVM5                                   | ETG6                                   | EAT6                                   | BVM6                                   | BVM6                                   |
| Vitesse maxi               | 182                                | 184                                | 184                                | 185                                | 190                                | 190                                | 166                                    | 167                                    | 167 à 172 km/h                         | 188 à 192                              | 192 km/h                               | 188                                    | 193                                    | 208                                    |
| 0-100 km/h                 | 11,4                               | 10,7 à 10,6                        | 11,2                               | 11,8                               | 11,1                               | 11,1                               | 13,0                                   | 12,9                                   | 12,9 à 15,0                            | 9,3                                    | 9,3                                    | 9,9                                    | 9,2                                    | 8,1                                    |
| Consommation (en L/100 km) | 3,5 à 3,6                          | 2,9 à 3,6                          | 3,2                                | 3,4                                | 3,1                                | 3,7                                | 4                                      | 4                                      | 3,9 à 4,6                              | 3,7                                    | 4,3                                    | 4,5 à 4,6                              | 4,0                                    | 4,4                                    |
| Émissions de CO2 (en g/km) | 92 à 94                            | 82 à 95                            | 89                                 | 99                                 | 97                                 | 102                                | 105                                    | 107                                    | 98 à 107                               | 107                                    | 107                                    | 119                                    | 106                                    | 113                                    |

## Récompenses
La Citroën C4 Cactus a reçu 21 récompenses au début de sa carrière, notamment :
- « Produit industriel de l'année 2014 » par le magazine L'Usine nouvelle[32]
- « Voiture de l'année » en Espagne[33] et au Danemark
- Deuxième place au trophée européen de la voiture de l'année 2015.
- World Car Design Award en avril 2015, prix attribué par un juré international, remis lors du salon de l'automobile de New York.

## Les concepts
Deux concepts ont été présentés entre 2007 et 2013, annonçant l'arrivée de la version de série de la C4 Cactus : la C-Cactus, un prototype théorisant le concept de "voiture essentielle", et le Cactus, show car annonçant le véhicule de série.
Trois show cars dérivés du C4 Cactus ont suivi après la présentation du véhicule de série : 
- Le C4 Cactus Aventure au look baroudeur, dévoilé lors du salon de Genève 2014[34]
- Le C4 Cactus Airflow 2L aux attributs aérodynamiques, exposé au Mondial de l'automobile de Paris 2014[35]
- Le Citroën Cactus M qui rend hommage aux véhicules de plage et notamment à la Méhari, exposé au salon de Francfort 2015[36]

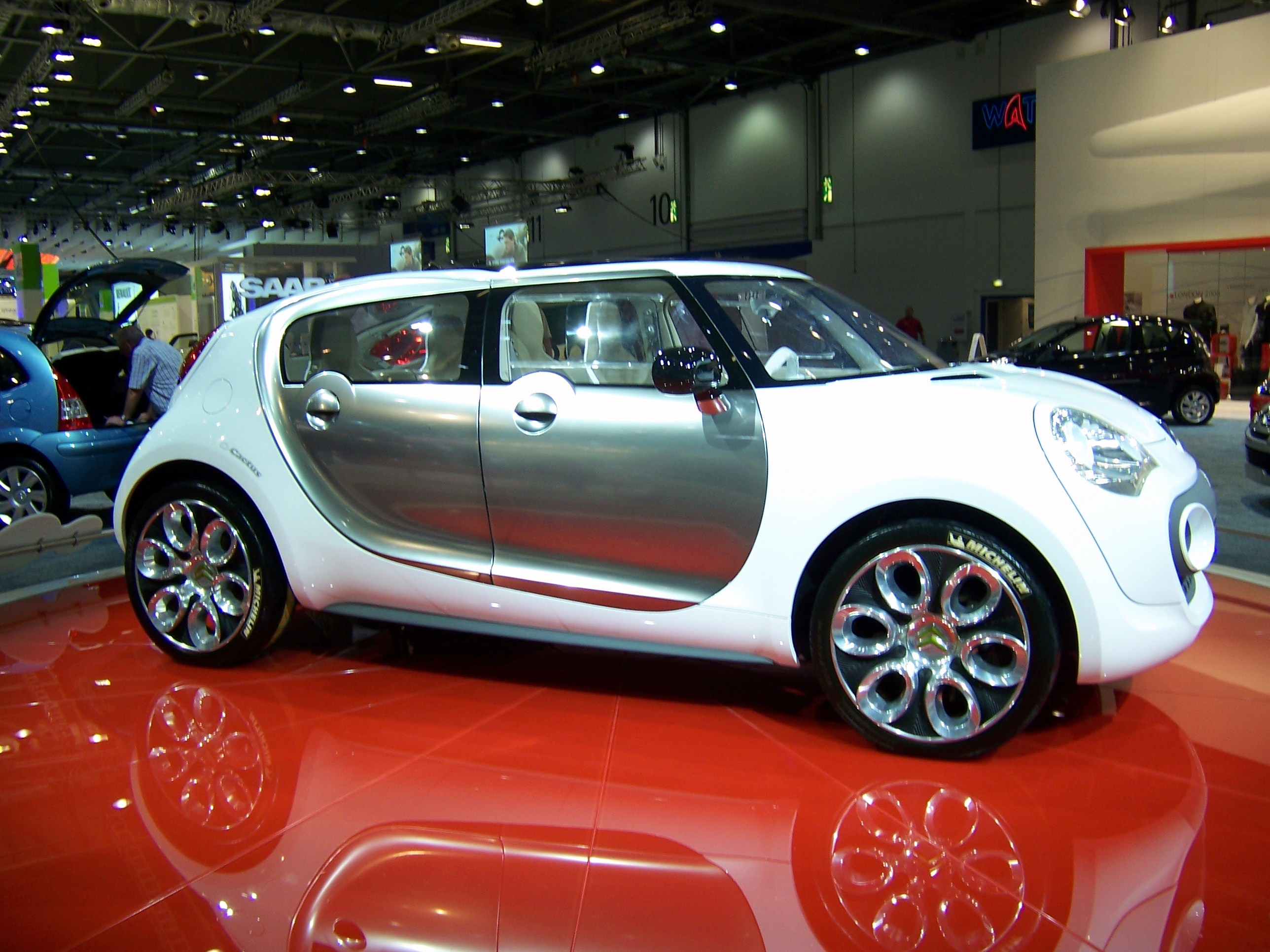
Citroën C-Cactus.
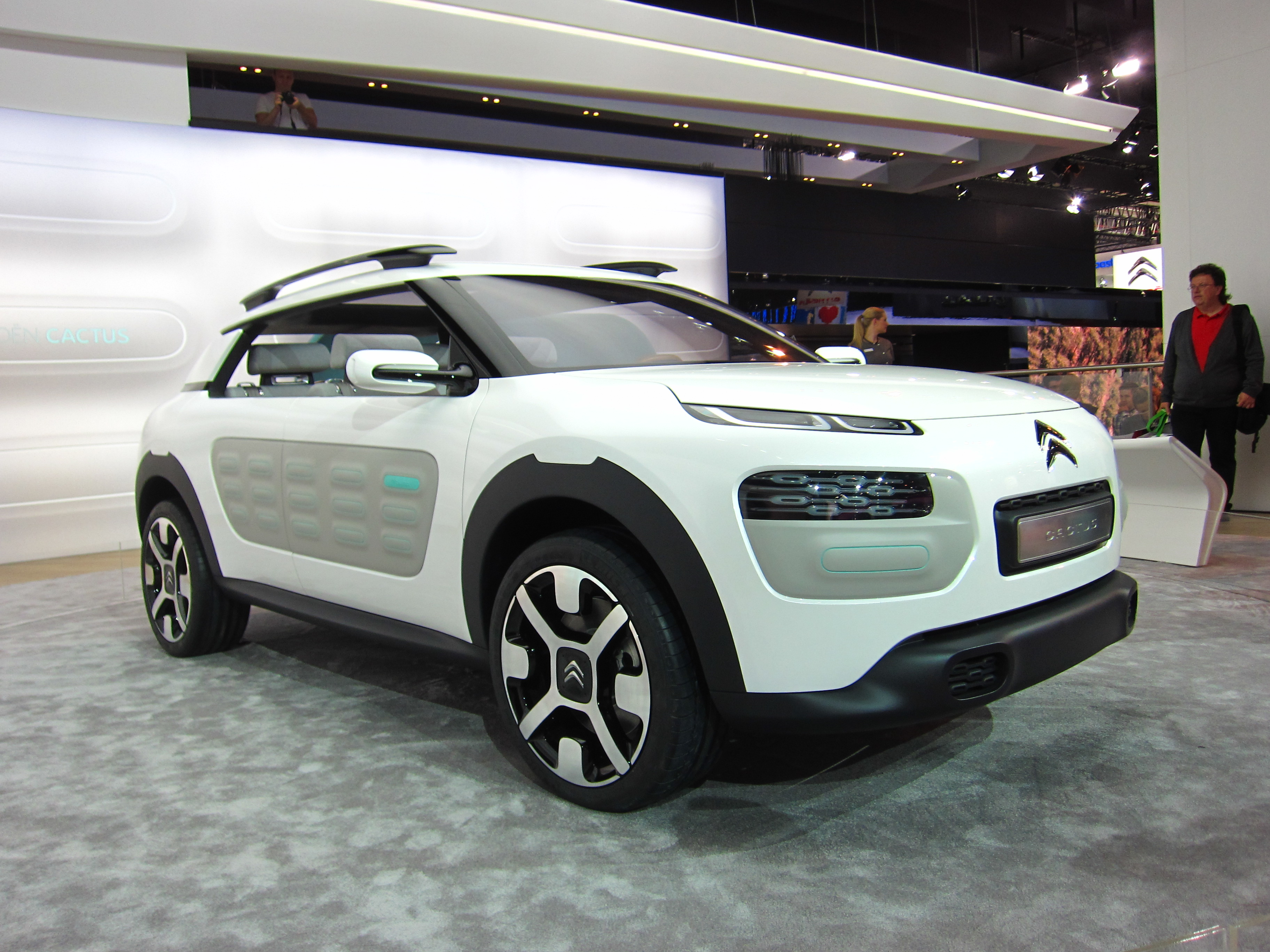
Citroën Cactus.
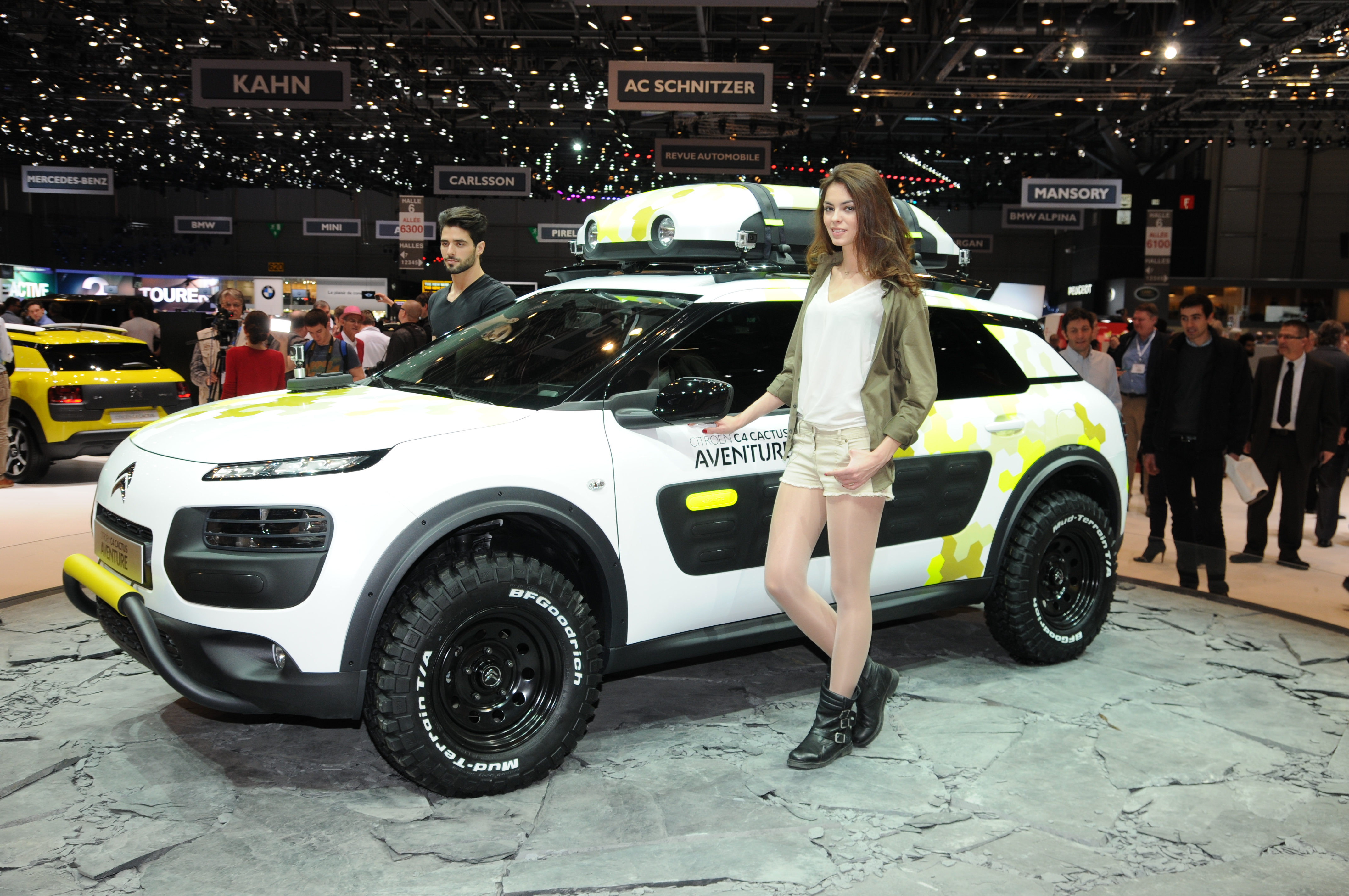
Citroën C4 Cactus Aventure.
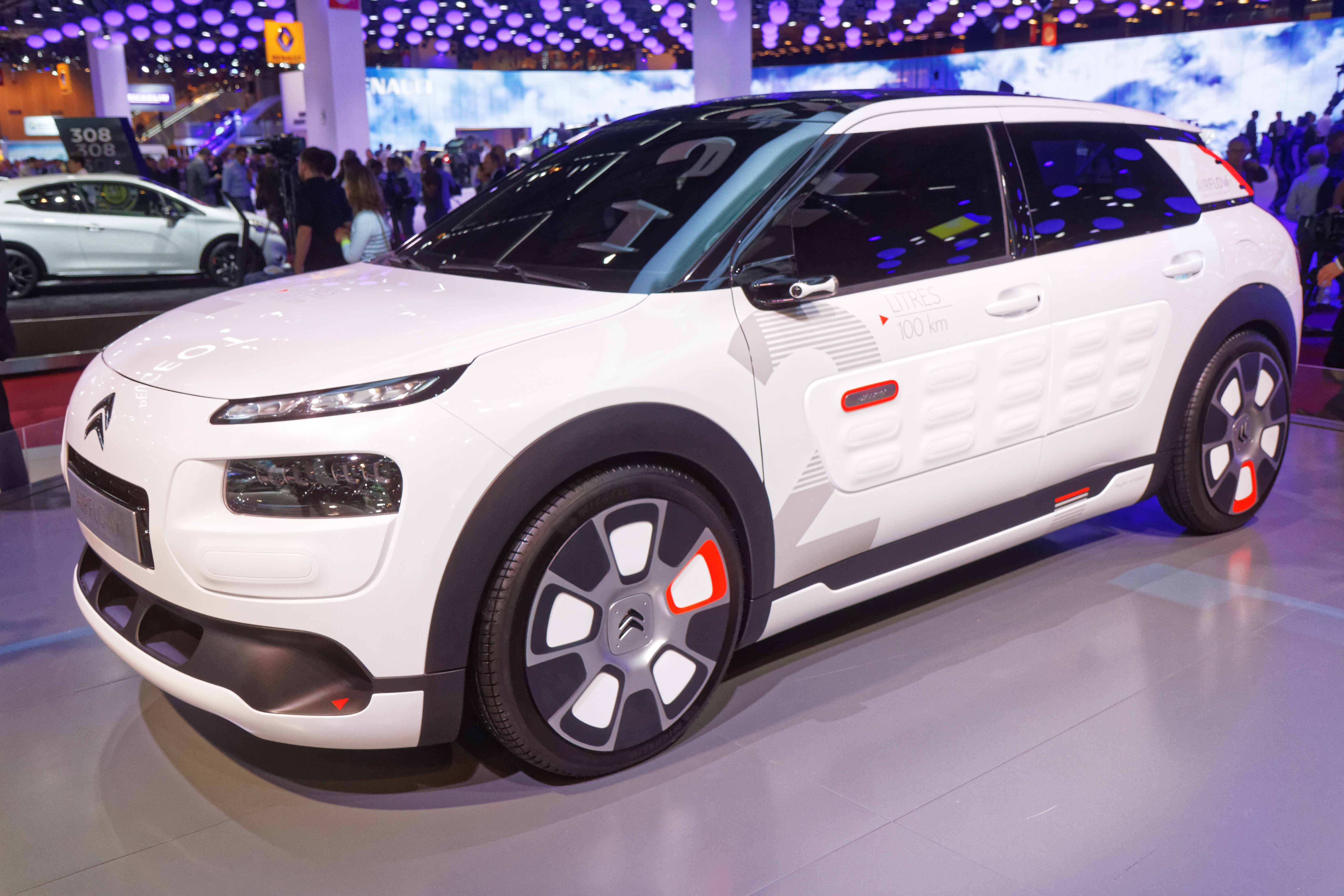
Citroën C4 Cactus Airflow 2L.
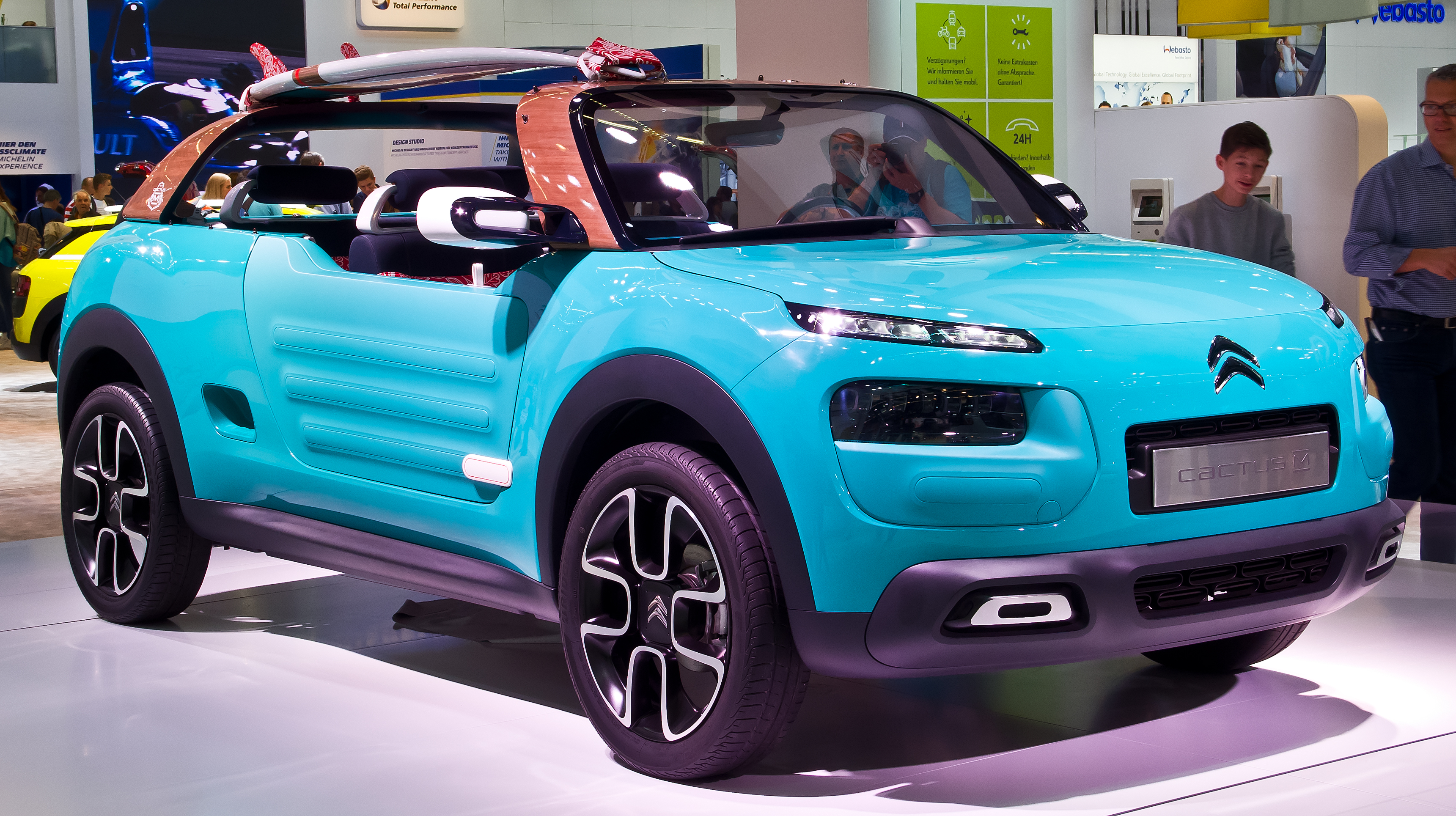
Citroën Cactus M.

## Ventes
En Europe
| Année | Europe, |
| ----- | ------- |
| 2014  | 28974   |
| 2015  | 78888   |
| 2016  | 71378   |
| 2017  | 56245   |
| 2018  | 57637   |
| 2019  | 52600   |
| 2020  | 26379   |
| 2021  | 1188    |

En Amérique du Sud
| Année | Argentine | Rang | Brésil | Rang | Uruguay | Rang | Colombie | Rang |
| ----- | --------- | ---- | ------ | ---- | ------- | ---- | -------- | ---- |
| 2017  | 652       | 77e  |        |      |         |      |          |      |
| 2018  | 2424      | 48e  | 3300   | 82e  |         |      |          |      |
| 2019  | 4260      | 29e  | 16439  | 46e  |         |      | 591      | 81e  |
| 2020  | 4763      | 16e  | 9529   | 47e  | 330     | 17e  | 535      | 64e  |
| 2021  | 5579      | 11e  | 19553  | 32e  | 301     | 28e  | 1186     | 47e  |
| 2022  | 7757      | 10e  | 18450  | 32e  | 502     | 19e  | 1594     | 38e  |
| 2023  | 2900      | 31e  | 3674   | 64e  | 474     | 20e  | 1172     | 39e  |
| 2024  | 3987      | 29e  | 1035   | 112e | 235     | 41e  |          |      |

Jusqu'à la mi-2018, les C4 Cactus commercialisés en Amérique du Sud sont des modèles européens en provenance de l'usine de Madrid, en Espagne.